# Lud, zbunjen, normalan
Pour les articles homonymes, voir Lud (homonymie).
 (février 2009).
Si vous disposez d'ouvrages ou d'articles de référence ou si vous connaissez des sites web de qualité traitant du thème abordé ici, merci de compléter l'article en donnant les références utiles à sa vérifiabilité et en les liant à la section « Notes et références ».
Lud, zbunjen, normalan (Fou, confus, normal) est une série télévisée humoristique bosnienne qui a commencé à être diffusée en début septembre 2007. Elle est diffusée en Croatie (Nova TV) en Macédoine et en Serbie (sur Radio télévision de Serbie depuis septembre 2008).

## Histoire
Trois générations de la famille Fazlinović vivent dans un appartement à Sarajevo. La plus ancienne de la famille est Izet Fazlinović. Izet a un fils Faruk qui a un fils Damir. Damir a eu un fils Džemal. L'intrigue de la série s'articule autour de situations humoristiques impliquant la famille Fazlinović, leurs amis et collègues de travail.